# أبيباتو موغاجي
شيخة أبيباتو موغاجي (16 أكتوبر 1916 - 15 يونيو 2013) كانت سيدةأعمال نيجيرية و إيالوجا (باليوروباوية: "Ìyál'ọ́jà) في لاغوس.   كانت والدة رئيس نيجيريا الرئيس بولا تينوبو.

## النشأة
ولدت أبيباتو موغاجي في 16 أكتوبر 1916 بولاية لاغوس، جنوب نيجيريا.

## عائلة
كانت الرئيسة موغاجي والدة زعيم مؤتمر كل التقدميين السيناتور بولا تينوبو، الذي أصبح رئيسًا في عام 2023.  وستستمر ابنة الرئيس تينوبو، فولاشادي، في خلافة جدتها باسم "إيالوجا"من لاغوس.

## حياة مهنية
قبل تعيينها في منصب إيالوجا لرابطة نساء ورجال السوق النيجيريين، كانت الشيخة موغاجي هي القائدة لجمعية نساء السوق في ولاية لاغوس.  وبهذه الصفة، عملت كخليفة للسيدة أليمتو بيليورا.
تقديرًا لمساهماتها في التجارة بنيجيريا، مُنحت الشيخة موغاجي جوائز وطنية من الحكومة الفيدرالية لنيجيريا.  كما حصلت أيضًا على العديد من درجات الدكتوراه الفخرية من جامعات نيجيرية معترف بها، مثل جامعة أحمدو بلو وجامعة لاغوس. 

## وفاة
توفيت الشيخة موغاجي يوم السبت الموافق 15 يونيو 2013 عن عمر يناهز 96 عامًا في منزلها في إيكيجا، عاصمة ولاية لاغوس. تم دفنها في "إيكويي فولت أند غاردينز" بولاية لاغوس.  

## الجوائز
- وسام الجمهورية الاتحادية
- وسام النيجر